# Henrik Ibsen
Henrik Johan Ibsen, norveški dramatik, * 20. marec 1828, Skien, Norveška, † 23. maj 1906, Kristiania (danes Oslo).
Za Shakespeareom je Ibsen drugi najpogosteje uprizarjan dramatik. Kljub svojemu dolgotrajnemu življenju v Italiji in v Nemčiji velja za enega največjih norveških književnikov vseh časov in na Norveškem ga dojemajo kot narodni simbol.
Tematika njegovih del se je zdela večini tedanje družbe sporna in škandalozna. Ibsen je v svojih dramah razkril duhovno bedo in nenravnost obstoječe družbe ter prekinil tradicijo dotedanje dramatike - namreč, da protagonistom dobrota zmerom prinese srečo, nemoralnost pa jih pahne v bolečino. Širše je znan kot oče sodobne dramatike.

## Življenjepis
Henrik Ibsen je bil potomec najimenitnejših in najstarejših norveških družin, med njimi tudi družine Paus. Njegov oče, Knud Ibsen, je bil premožen trgovec, ki pa je obubožal, ko je bilo Henriku osem let. Družina se je bila vsled finančnega propada prisiljena odseliti na vaško posest Venstøp, kjer je Henrik s svojimi starši in štirimi mlajšimi sorojenci živel odtrgan od meščanskega življenja. Henrik je leta 1844 kot šestnajstletnik nastopil v službi lekarniškega pomočnika v Grimstadu.
Leta 1850 se je odselil v Oslo, kjer je delal v tovarni in se soočil z delavskim gibanjem, ki ga je vodil utopični socialist Marcus Thrane. V tem času je nastala njegova prva drama Catilina, ki temelji na rimski zgodovini. V starosti 20 let se je spoprijateljil z Bjørnstjernom Bjørnsonom. V Oslu je sodeloval pri izdajanju tednika Andhrimner. V tem času se je veliko ukvarjal s staronordijsko zgodovino in narodopisjem. Leta 1851 ga je Ole Bull z gledališča Norske Theater v Bergenu povabil, da je uprizarjal svoje nove drame in pri tem gledališču opravljal delo malodane 6 let. Leta 1852 se je podal na potovanje v København in Dresden, da bi preučil tamkajšnje razmere v gledališču.
Leta 1857 je Ibsen prevzel vodstvo v oselskem gledališču Kristiania Norske Theater. 18. julija 1858 se je oženil s Suzannah Thoresen in z njo imel sina. Po stečaju gledališča, kjer je služboval kot vodja, je zapustil Norveško, prejel štipendijo in prostovoljno živel 27 let v inozemstvu: sprva v Rimu v Italiji, nato v nemških mestih Dresden in München. Najpomembnejše drame je napisal ravno v tem obdobju. V domovino se je vrnil šele leta 1891.
Leta 1900 ga je prvič zadela kap, prihodnje leto pa je zaradi vnovične kapi ostal hrom v polovici telesa. 23. maja 1906 je umrl v svojem stanovanju v Kristianii.

## Drame
- 1850 Catilina
- 1856 Slavje na Solhaugu
- 1858 Junaki na Helgelandu
- 1850 Pretendenti na prestol
- 1866 Brand
- 1867 Peer Gynt
- 1869 Zveza mladih
- 1873 Cesarji in Galilejci
- 1877 Stebri družbe
- 1879 Nora ali Hiša lutk
- 1881 Strahovi
- 1882 Sovražnik ljudstva
- 1884 Divja račka
- 1886 Rosmersholm
- 1888 Gospa z morja
- 1890 Hedda Gabler
- 1892 Gradbenik Solness
- 1894 Mali Eyolf
- 1896 John Gabriel Borkman
- 1899 Ko se mrtvi zbudimo